# 막심 메드베데프
막심 보리소비치 메드베데프(아제르바이잔어: Maksim Borisoviç Medbedev, 러시아어: Максим Борисович Медведев, 1989년 9월 29일 ~ )는 아제르바이잔의 축구 선수로, 현재 아제르바이잔 프리미어리그의 가라바흐의 주장을 맡고 있다. 아제르바이잔에서 당대 최고의 선수 중 한 명으로 꼽히는 메드베데프는 아제르바이잔 국가대표팀의 전 주장이자 역대 두 번째로 많은 국가대표팀 경기에 출전한 선수이다.

## 구단 경력
아제르바이잔 SSR(오늘날의 아제르바이잔) 바쿠에서 태어난 메드베데프는 가라바흐 유소년 시스템의 일원이었다. 그는 주로 라이트백으로 뛰지만 레프트백이나 센터백으로도 활용될 수 있다.
메드베데프는 2006년 프로 선수가 된 이후 가라바흐에서 선수 생활 전체를 보냈다. 그는 클럽 역사상 최다 출전 선수이자 아제르바이잔 프리미어리그 역사상 11번째로 최다 출전 선수이다. 그는 소속팀에서 프리미어리그 9회, 아제르바이잔컵 5회 우승을 차지했다. 그는 또한 아제르바이잔 선수 중 UEFA 주관 대회 최다 출전 기록 (120경기)을 보유하고 있다.

## 국가대표팀 경력
메드베데프는 이전에 U-17과 U-19 국가대표팀에서 뛰었던 2008년에 아제르바이잔 U-21 국가대표팀에 데뷔했다.
그는 2009년 가라바흐 FK의 성공적인 유로파리그 캠페인 이후 2010년 FIFA 월드컵 예선 전 동안 시니어 국가대표팀의 주전이 되었다. 2016년 6월 3일, 메드베데프는 캐나다를 상대로 팀 주장으로서 아제르바이잔 국가대표팀을 이끌었다. 그는 2016년 10월 8일 노르웨이를 상대로 첫 국가대표팀 골을 넣으며 팀의 1-0 승리를 지켜냈다. 국가대표팀에서 래샤트 사드고프와 캄란 아가예프가 은퇴한 후, 메드베데프는 2019년 초에 새로운 팀 주장으로 발탁되었다. 그는 2019년과 2022년 사이에 28경기에서 주장으로서 팀을 이끌었다. 그는 81경기에 출전하여 역사상 두 번째로 많은 국가대표팀 경기에 출전한 선수이다.